# Hydro Holding Denmark
Hydro Holding Denmark A/S er en dansk aluminiumsvirksomhed og holdingselskab for selskaberne Hydro Extrusion Denmark A/S og Hydro Precision Tubing Tønder A/S. Virksomheden er et datterselskab til norske Hydro Extruded Solutions AS, og der igennem en del af Norsk Hydro. 
De har hovedkvarter og produktion i Tønder med et salgskontor i Risskov. Hydro Holding Denmark har ca. 700 ansatte og omsætter for 2,3 mia. danske kroner.

## Hydro Extrusion Denmark
Hydro Extrusion Denmark blev etableret i Tønder i 1975. Deres 280 medarbejdere producerer aluminiumsprofiler til 500 kunder indenfor bilindustri og industri. Årligt producerer de 30.000 tons alu-profiler.

## Hydro Precision Tubing Tønder
Precision Tubing Tønder udsprang fra Hydro Extrusion, og startede sine aktiviteter i 1990. Deres 430 medarbejdere på 4 fabrikker i Tønder, Bredebro, Bedsted og Løgumkloster producerer præcisionstrukne rør, ekstruderede profiler, opviklede produkter, højspændingskabler, strukturelle dele, profiler til batterikølere og elektriske biler.